# Suffolk Jaguar

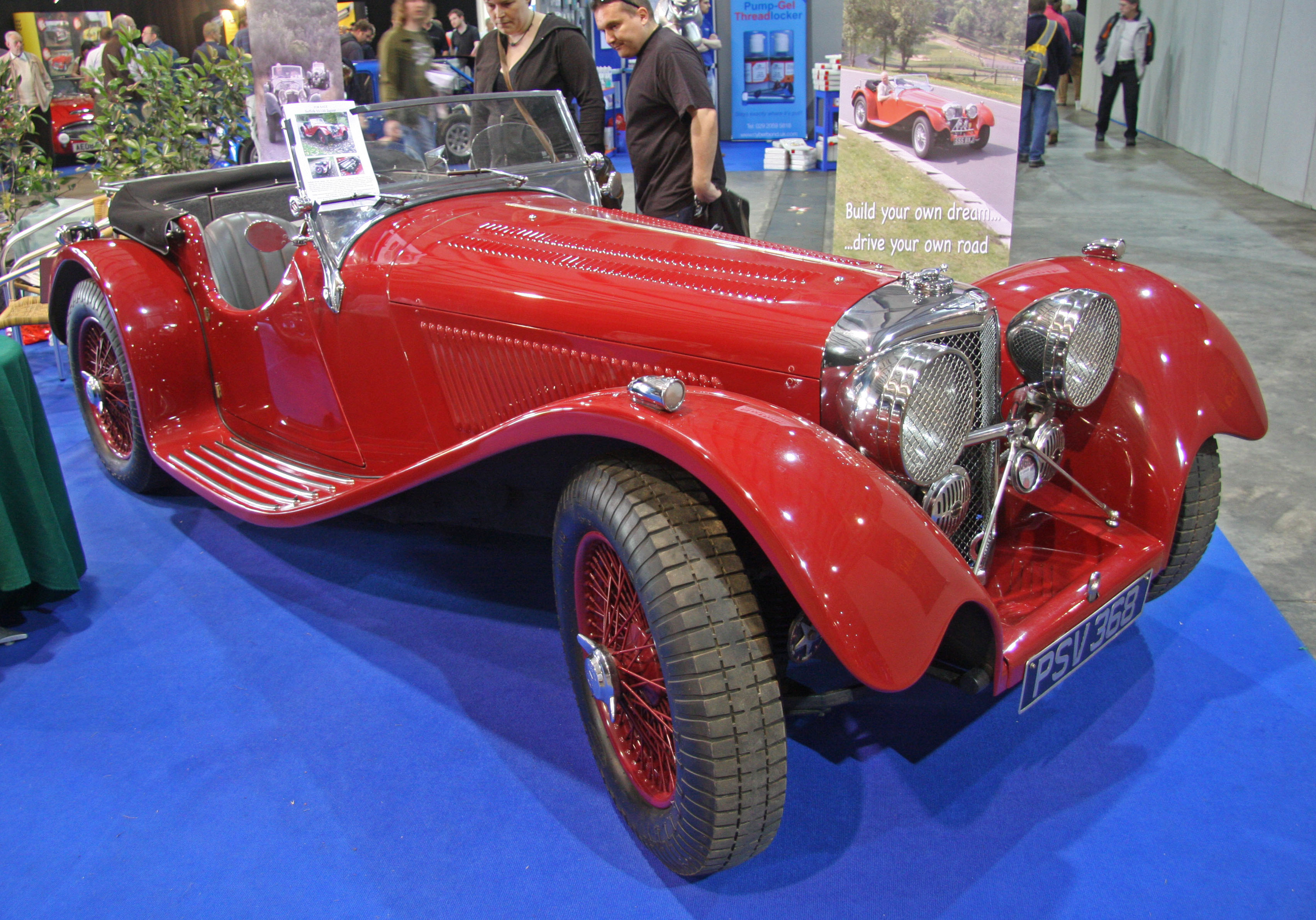
Suffolk SS 100

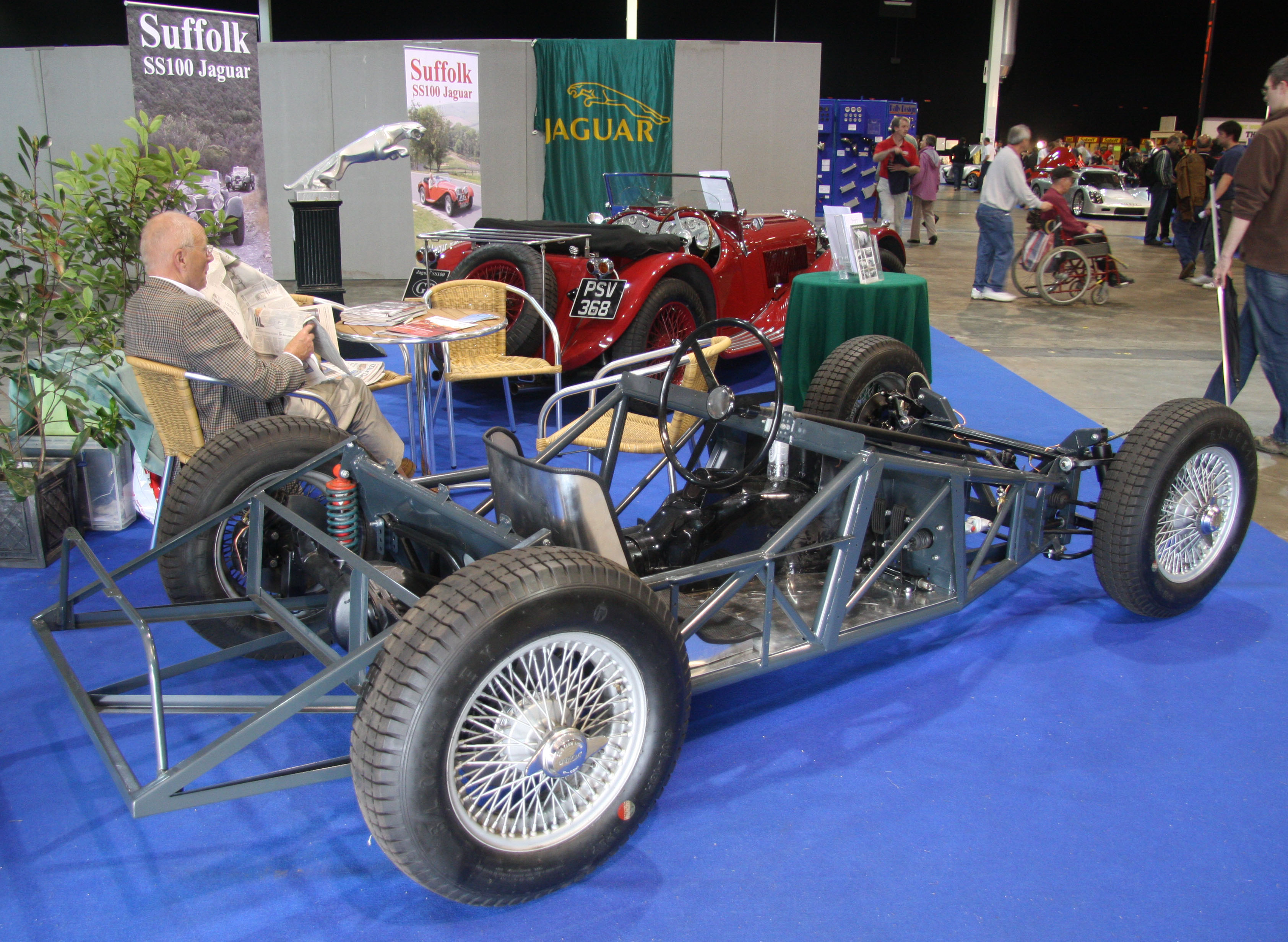
Fahrgestell

Suffolk Jaguar, vorher Suffolk Sports Cars und Suffolk Sportscars Engineering, war ein britischer Hersteller von Automobilen.

## Unternehmensgeschichte
Das Unternehmen Suffolk Sports Cars aus Woolpit begann 1996 mit der Produktion von Automobilen. Der Markenname lautet Suffolk. 1998 erfolgte der Umzug nach Bury St Edmunds und die Umfirmierung in Suffolk Sportscars Engineering. Von 2010 bis 2020 lautete die Firma Suffolk Jaguar.
Im August 2020 wurde Suffolk Sport Cars liquidiert. Das Unternehmen wurde von Jaguar Land Rover wegen Urheberrechtsverletzung geklagt (weiterer Grund für die Schließung waren die Auswirkungen von COVID-19).

## Fahrzeuge
Das Unternehmen stellte Nachbildungen klassischer Automobile her. Das wichtigste Modell entspricht dem Jaguar S.S.100. Der Neupreis betrug 2003 umgerechnet etwa 70.000 Euro. Hiervon entstanden bisher etwa 125 Fahrzeuge.
Seit 2008 gab es zusätzlich den Jaguar E-Type als Lightweight. Motoren von Jaguar Cars treiben die Fahrzeuge an. Mit bisher zwölf hergestellten Fahrzeugen ist dieses Modell weniger erfolgreich.